# Janet Barlow
Janet F. Barlow es una meteoróloga británica. Es profesora de física medioambiental de la Universidad de Reading. Como  física experimental hizo contribuciones muy significativas a nuestra comprensión de la meteorología urbana.

## Educación y carrera de búsqueda
Barlow completó una licenciatura en Física Aplicada con alemán en UMIST en 1994, seguido de una maestría en Meteorología Aplicada y Agricultura en la Universidad de Reading en 1995. En 1999, Barlow realizó un doctorado sobre la transferencia turbulenta de la carga espacial en la capa límite atmosférica en la Universidad de Reading. Después de un puesto asociado de investigación postdoctoral de tres años, asumió una Cátedra en la Universidad de Reading en 2002.
De 2011 a 2014, Barlow fue directora del Centro de Tecnologías para Entornos Construidos Sostenibles (TBSE) en la Universidad de Reading.

## Meteorología urbana
El trabajo de Barlow es en gran parte de  naturaleza experimental, utilizando tanto modelos físicos basados en el túnel de viento, como campañas de observación urbanas. Utilizando un observatorio único en la cima de la BT Torre de Londres, Barlow ha investigado el efecto del tiempo y el clima en los contaminantes urbanos y la calidad de aire. Además de la meteorología urbana, ha estudiado los efectos del flujo de la capa límite alrededor de los parques eólicos y la integración de la energía renovable en el sistema energético.
Son muy destacables sus contribuciones como física experimental y con particular atención a la previsión meteorológica, la sostenibilidad urbana, la calidad del aire interior y exterior, la ventilación de edificios y la ingeniería ambiental del viento.
Barlow también ha investigado el efecto de entornos urbanos en la generación de energía eólica.

## Reconocimiento y deberes comunitarios
- 2010-14 Miembro de la Junta de Medio Ambiente Urbano, American Meteorological Society[16]
- 2003-7 Miembro electo de la Junta de la Asociación Internacional de Clima Urbano.[17]
- 2017- Miembro del Comité Asesor Científico de la Met Office del Reino Unido[1]
- 2019- Luke Howard Award.[18]